# Perry (Maine)
Perry es un pueblo ubicado en el condado de Washington en el estado estadounidense de Maine. En el Censo de 2010 tenía una población de 889 habitantes y una densidad poblacional de 8,16 personas por km².

## Geografía
Perry se encuentra ubicado en las coordenadas 44°59′7″N 67°6′13″O / 44.98528, -67.10361. Según la Oficina del Censo de los Estados Unidos, Perry tiene una superficie total de 108.92 km², de la cual 75.81 km² corresponden a tierra firme y (30.4%) 33.11 km² es agua.

## Demografía
Según el censo de 2010, había 889 personas residiendo en Perry. La densidad de población era de 8,16 hab./km². De los 889 habitantes, Perry estaba compuesto por el 85.49% blancos, el 0% eran afroamericanos, el 10.46% eran amerindios, el 0.11% eran asiáticos, el 0.34% eran isleños del Pacífico, el 0.34% eran de otras razas y el 3.26% pertenecían a dos o más razas. Del total de la población el 1.01% eran hispanos o latinos de cualquier raza.